# What a Wonderful World

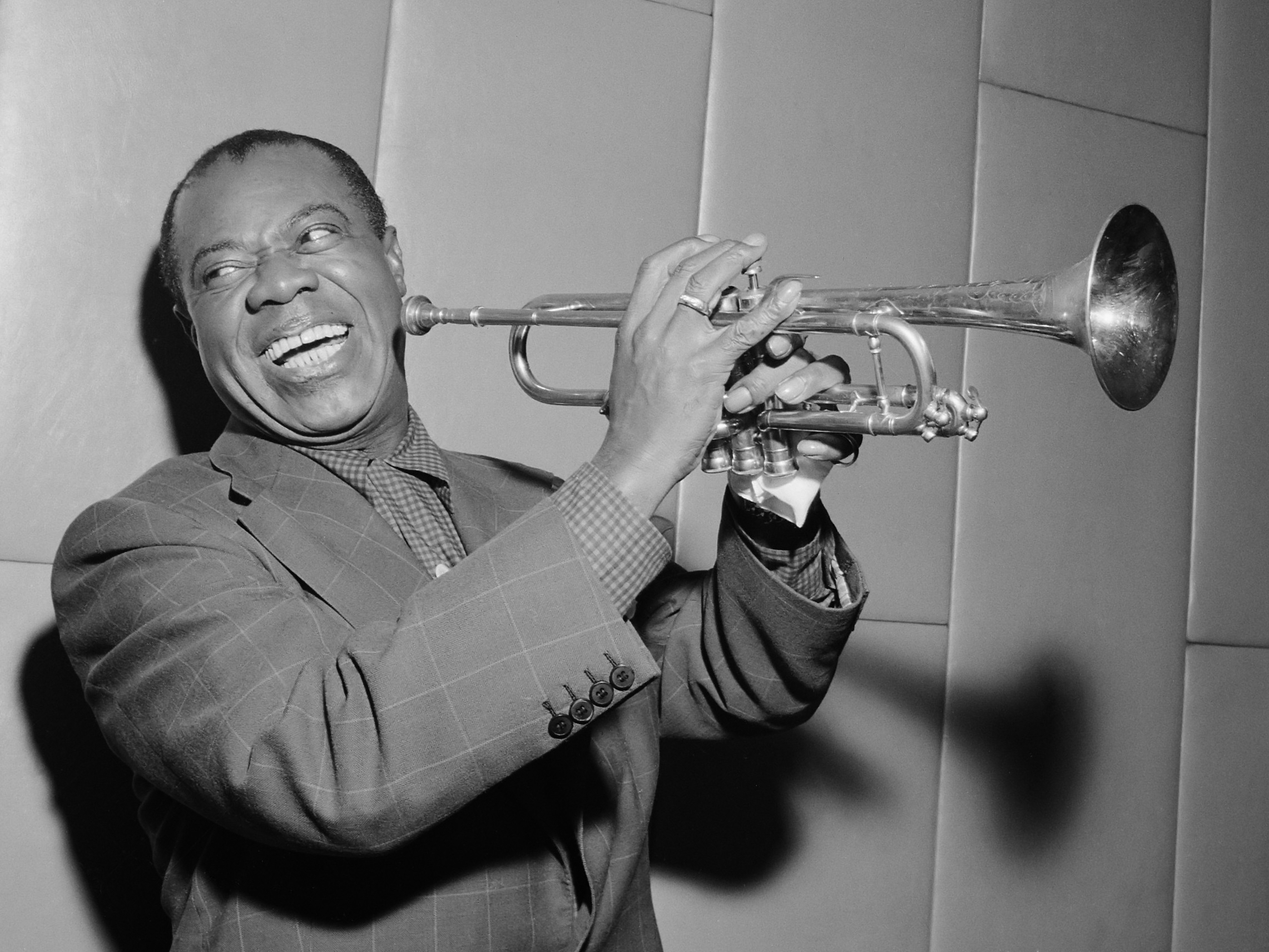
Louis Armstrong

„What a Wonderful World“ je píseň, kterou napsali Bob Thiele (pod pseudonymem George Douglas) a George David Weiss a původně ji nahrál Louis Armstrong. Jeho verze vyšla v roce 1967 na singlu, který se umístil na vrcholu Britské singlové hitparády, v domovských Spojených státech amerických (Billboard Hot 100) však dosáhl pouze 116. místa. Coververze písně později nahráli například Tony Bennett, k.d. lang a Nick Cave. Rakouská zpěvačka Soap&Skin píseň často hrála při svých koncertech a její studiovou verzi vydala na své desce From Gas to Solid / You Are My Friend (2019). Českojazyčnou verzi vydal Karel Gott pod názvem „Svět je báječnej kout“ na svém albu Sentiment.